# Saint-Martin-en-Haut
Saint-Martin-en-Haut is een gemeente in het Franse departement Rhône (regio Auvergne-Rhône-Alpes). De plaats maakt deel uit van het arrondissement Lyon. Saint-Martin-en-Haut telde op 1 januari 2022 3.917 inwoners.

## Geografie
De oppervlakte van Saint-Martin-en-Haut bedroeg op 1 januari 2022 38,64 vierkante kilometer; de bevolkingsdichtheid was toen 101,4 inwoners per km².

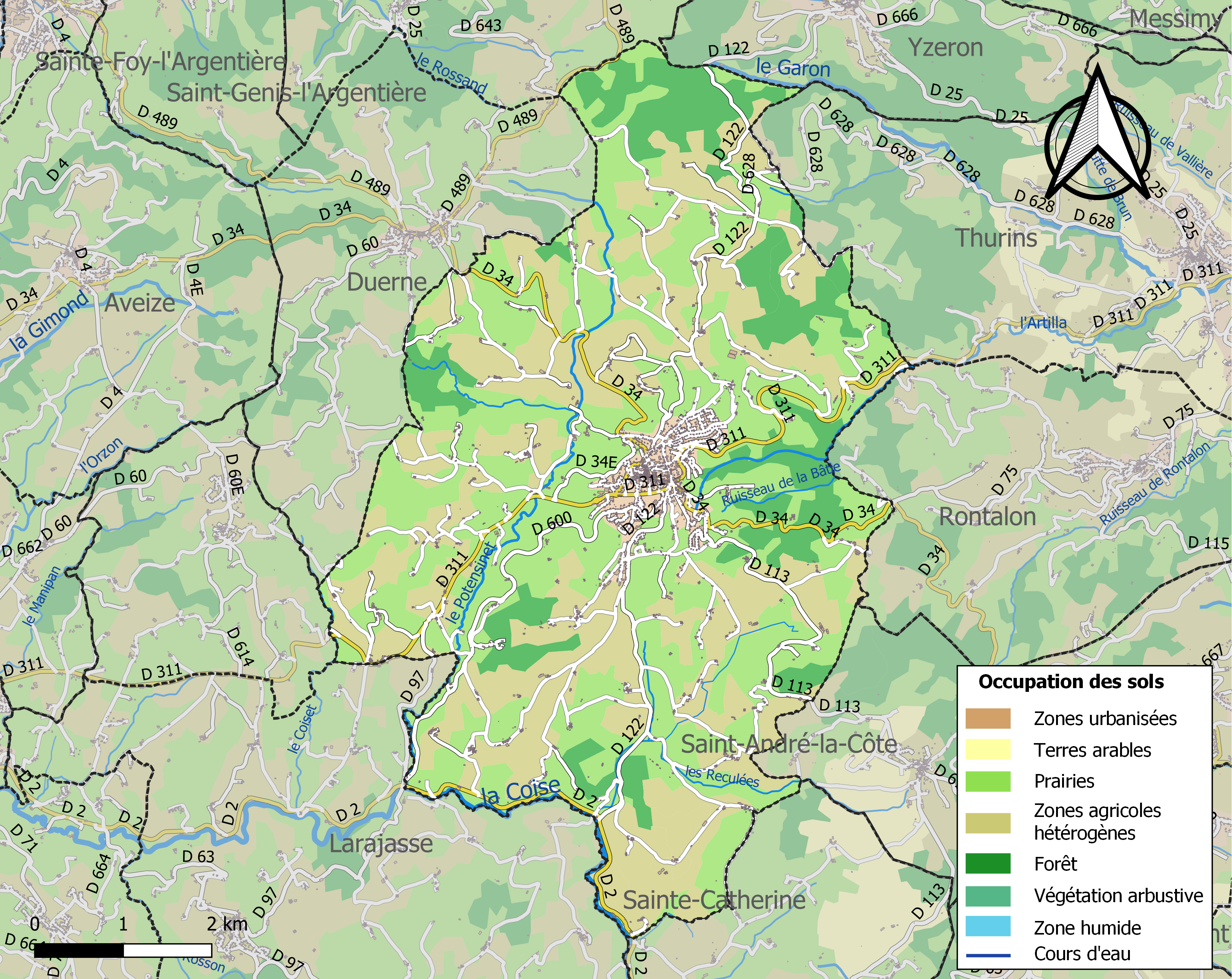
Kaart van de gemeente met de belangrijkste infrastructuur, bodemgebruik en omliggende gemeenten

## Demografie
Onderstaande figuur toont het verloop van het inwonertal (bron: INSEE-tellingen).

## Afbeeldingen

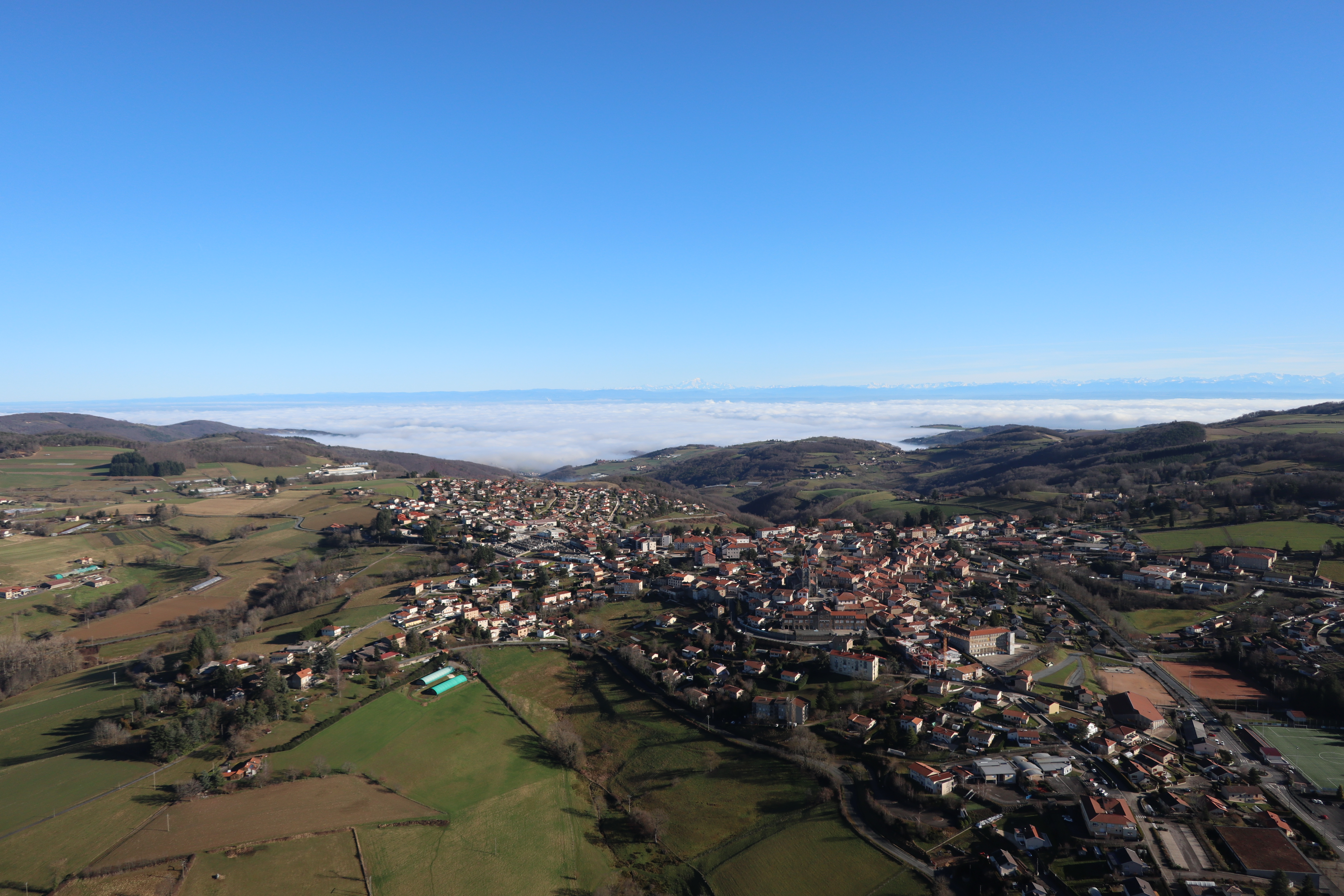
Gezicht op Saint-Martin-en-Haut
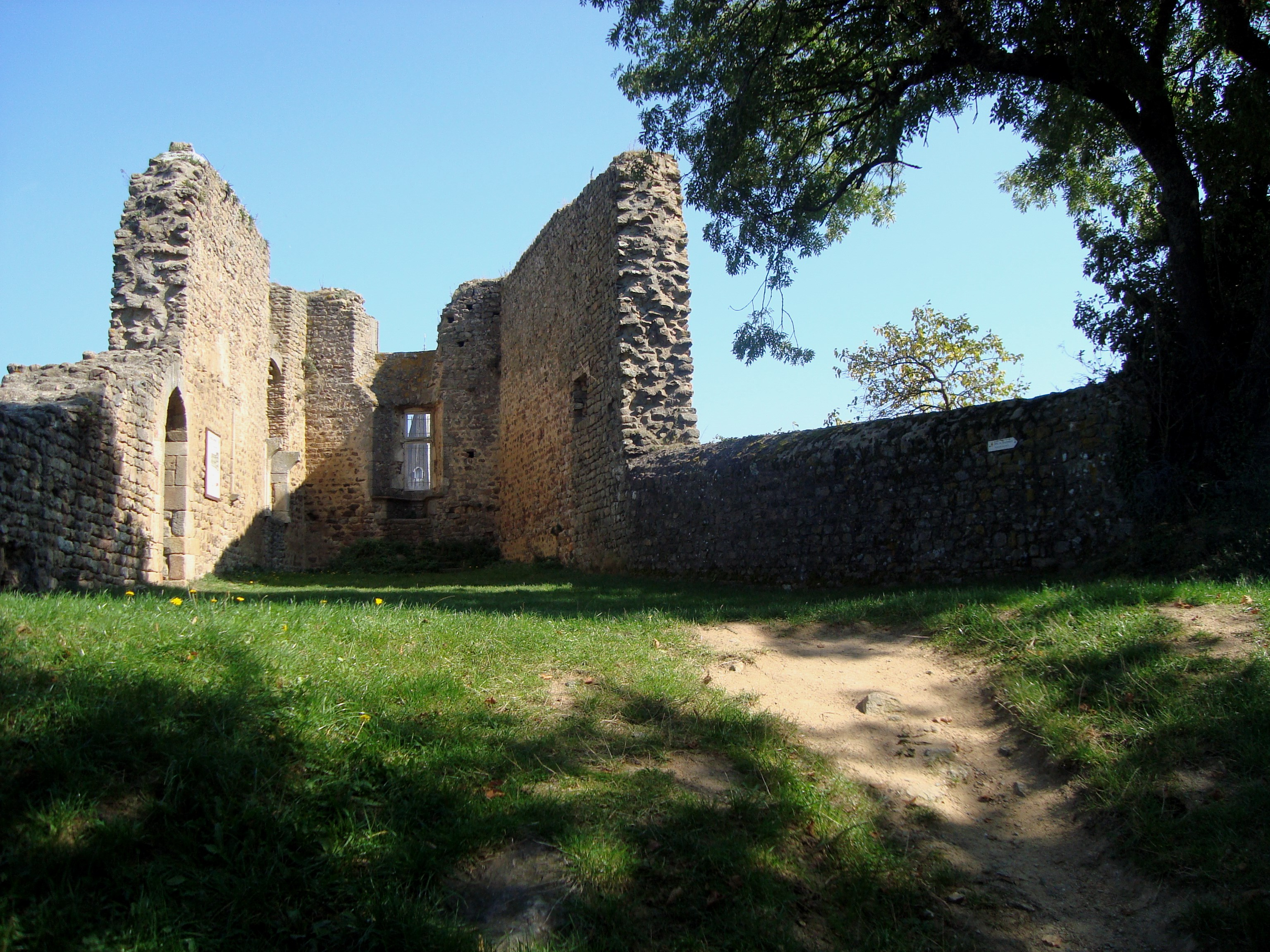
Ruïne in het gehucht Rochefort
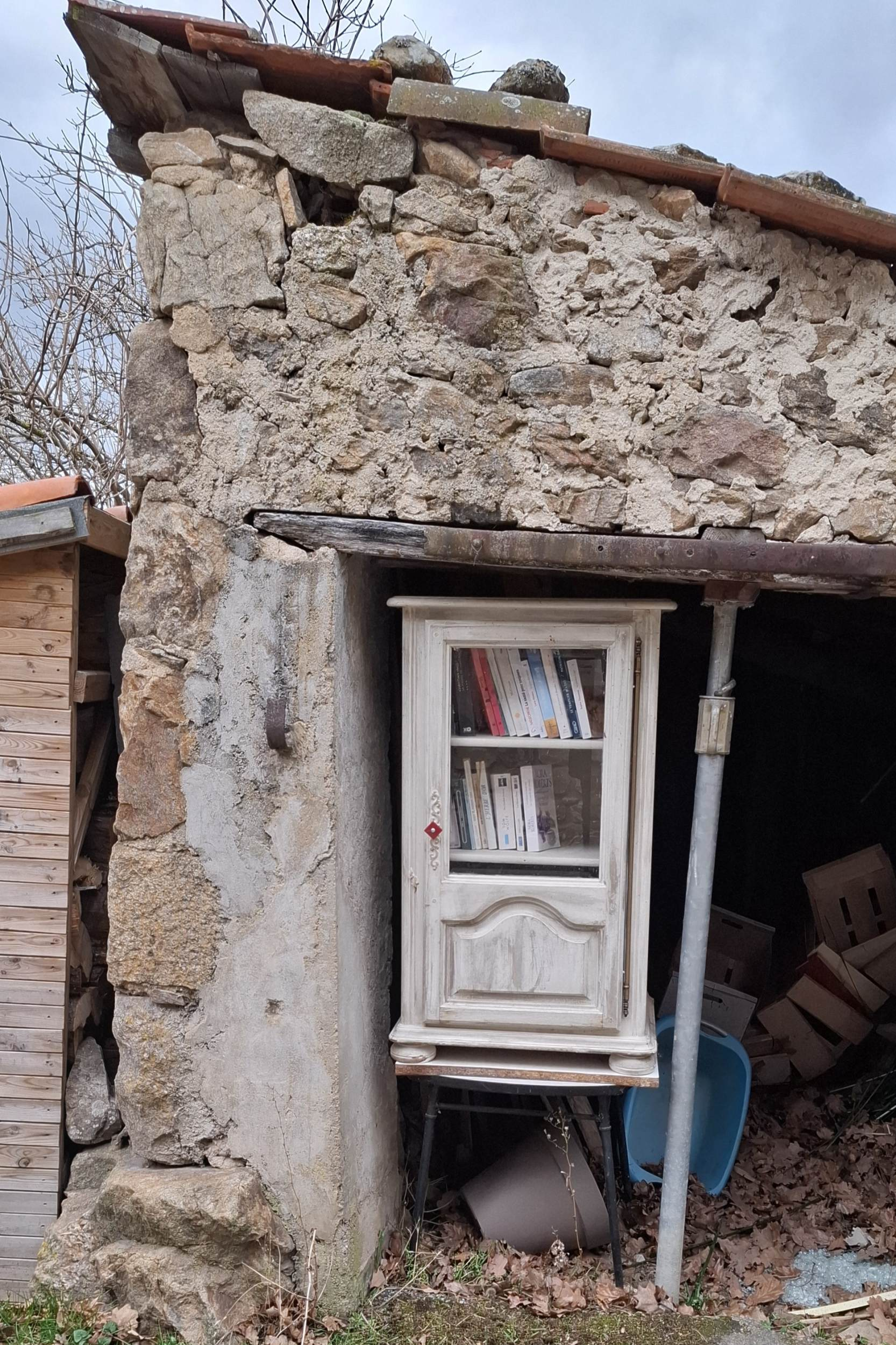
Minibieb